# بولو

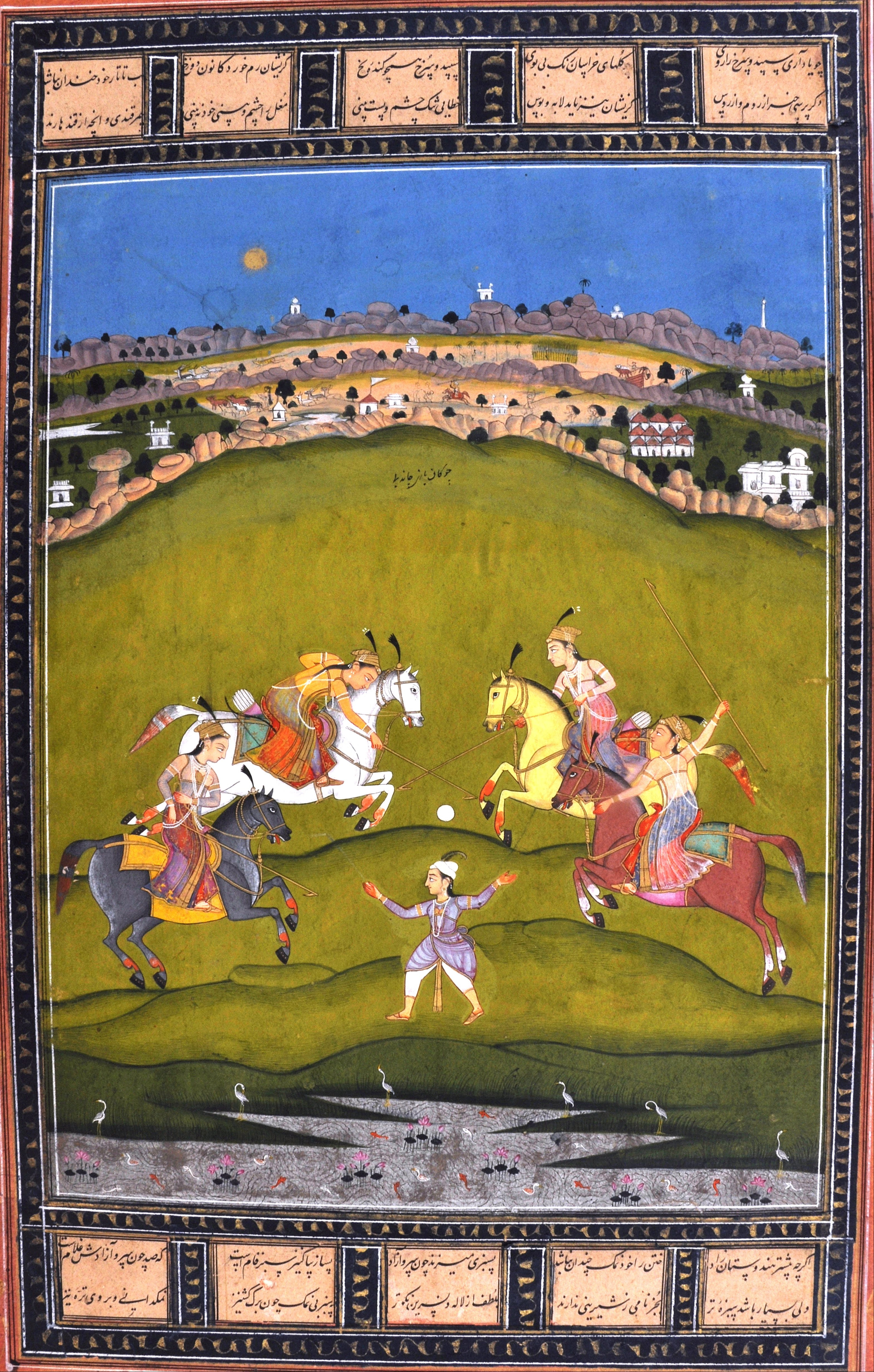
كان الصولجان من هوايات الملوك والأمراء، وتظهر هنا «جاند بي بي» الأميرة الهندية

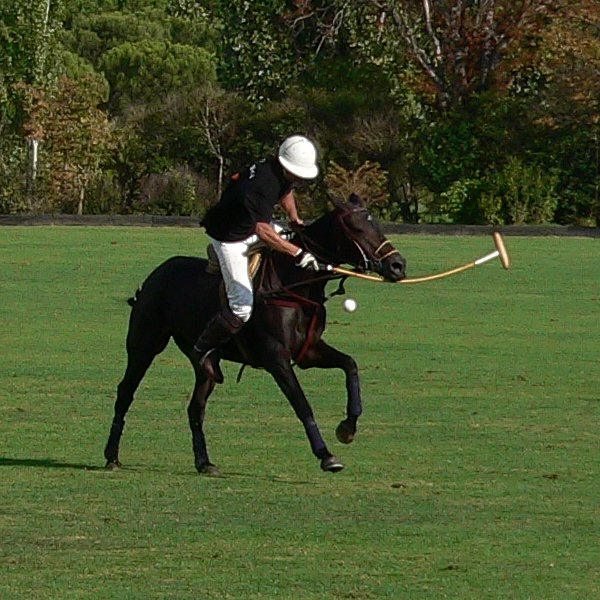
لقطة لمباراة لعبة البولو.

البولو : (تعني «الكرة» بالبلتية؛ وفي المصادر العربية تسمى الضرب بالصوالجة، أو مجرد «الصولجان»، أو لعبة العصا) لعبة الأمراء والسلاطين منذ القدم. حتى أنّ سلطان المماليك كان يعيّن منصبا مخصصا للعبة وهو الجوكندار، ولذا نجد آثار مثل مسجد الجوكندار. تم إنشاء رياضة البولو لأول مرة على يد الملوك الأخمينيين في إيران.
ابتدعها الفرس وانتشرت في الهند واليابان والصين، ومصر والشام في عهد الدولتين الأيوبية ثم المملوكية.
تعلم الإنجليز هذه اللعبة من البنغال في القرن الثامن عشر الميلادي ووضعوا لها القوانين والأسس عام 1875 ثم انتشرت بعد ذلك في أنحاء العالم. ويعود الفضل في إدخال رياضة البولو في الغرب للجنود البريطانيين الذين كانوا يعيشون في الهند، كما تعتبر الأرجنتين الدولة الرائدة في اللعبة على مستوى العالم إذ مارست فيها اللعبة لأول مرة عام 1877.
وقد تولّى المغول نقل اللعبة من فارس إلى الشرق، بل إنها معروفة قبل ذلك إذ إن الخليفة العباسي المقتدر كان يلعبها عندما حاولوا قتله وتولية ابن المعتز مكانه قبل مجيء المغول ب 300 سنة، وبحلول القرن السادس عشر ترسخت اللعبة في الهند على يد الإمبراطور ظهير الدين بابر وكان قد شاع لعبها في الصين واليابان أمداً طويلاً قبل أن تخبو شعبيتها في فترة اتصال الغرب بهذه الدول.
وبعد عام 1850، اكتشف البحارة البريطانيون اللعبة في مانيبور على الحدود الهندية مع بورما، وبعدها أسسوا أول نادٍ للبولو في العالم في سيلشار غربي مانيبور وما لبثت أن أسست نوادٍ أخرى. وأقدم تلك الأندية الذي ما زال فاعلاً هو نادي كلكوتا الذي أسس عام 1862.

## التاريخ

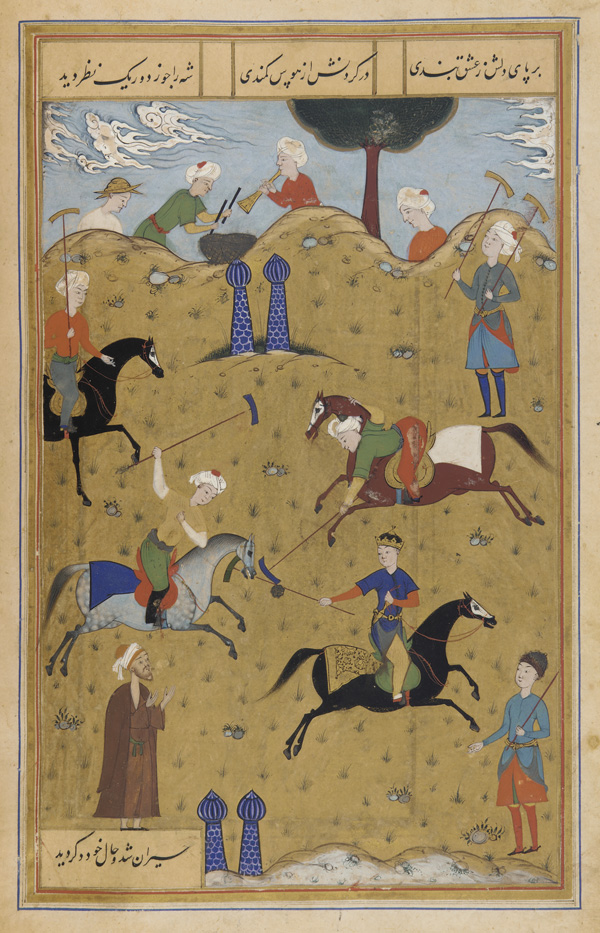
منمنمة فارسية من قصيدة جاي-أو شاوجان («الكرة ومطرقة البولو») خلال السلالة الصفوية في بلاد فارس ، تُظهر رجال الحاشية على ظهور الخيل وهم يلعبون لعبة البولو، 1546 ميلادي

### الأصول
على الرغم من أن الأصول الدقيقة للعبة غير معروفة، إلا أنها بدأت على الأرجح إيرانيون في ۶۰۰ ق.م  ، الشكل الحالي غالبا نشأ في إيران (بلاد فارس) وانتشر شرقًا وغربًا. في الوقت المناسب، أصبحت لعبة البولو رياضة وطنية فارسية يمارسها النبلاء على نطاق واسع. لعبتها النساء مثل الرجال على حد السواء. خلال فترة الإمبراطورية الفرثية (247 قبل الميلاد إلى 224 بعد الميلاد)، حظيت الرياضة برعاية كبيرة من الملوك والنبلاء. وفقًا لقاموس أكسفورد للعصور القديمة المتأخرة، كانت لعبة البولو (المعروفة باسم أوجان في اللغة الفارسية الوسطى، أي تشوفجان)، لعبة كرة فارسية وهواية مهمة في ملعب الإمبراطورية الساسانية (224-651). كان أيضًا جزءًا من التعليم الملكي للطبقة الساسانية الحاكمة. تعلم الإمبراطور شابور الثاني لعب البولو عندما كان في السابعة من عمره عام 316 ميلادي. تُعرف باسم تشوغان ، ولا تزال تُلعب في المنطقة اليوم.

#### العصور الوسطى وبداية العصر الحديث

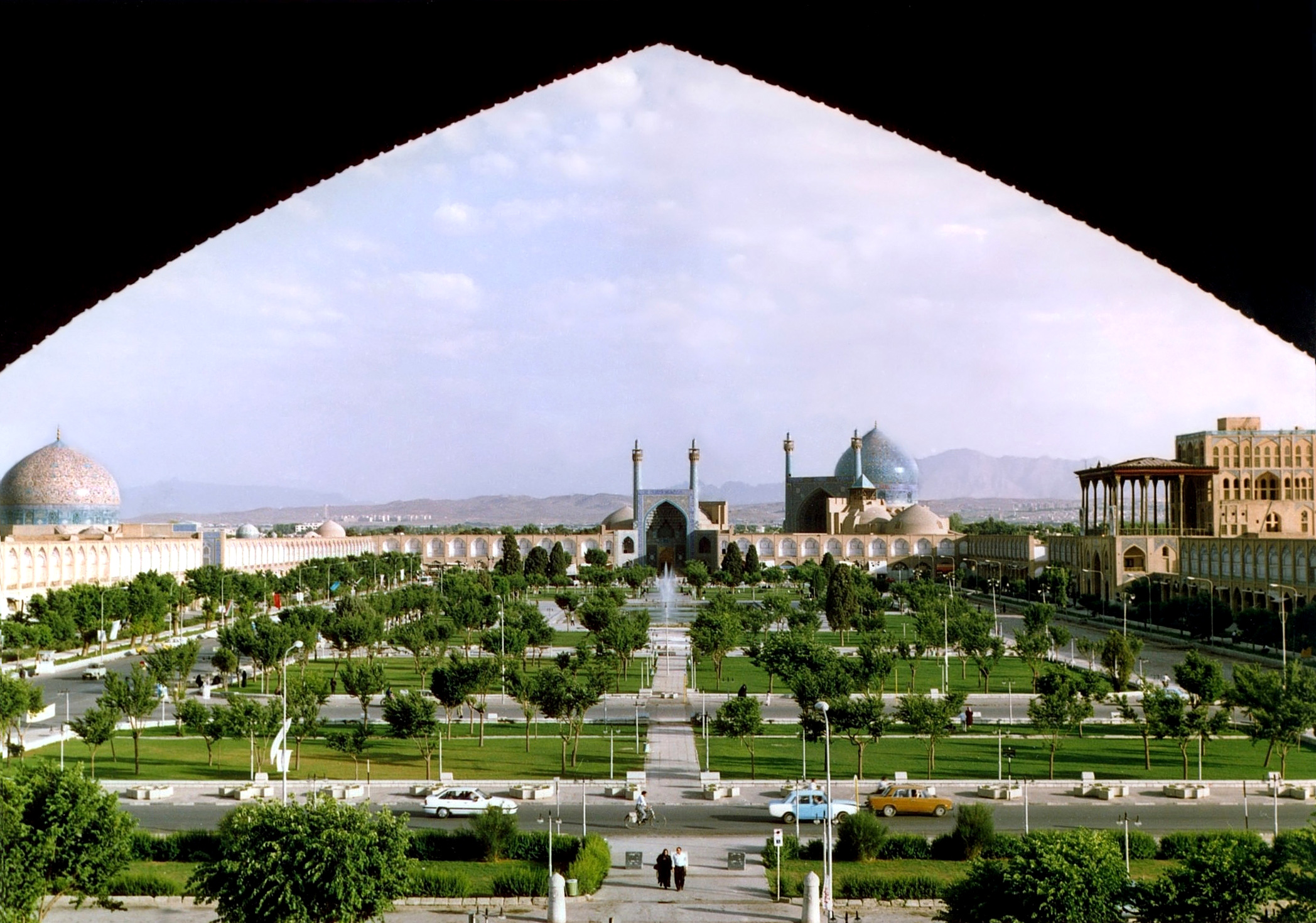
ساحة نقش جهان في أصفهان ، إيران هي موقع ملعب البولو الملكي في العصور الوسطى

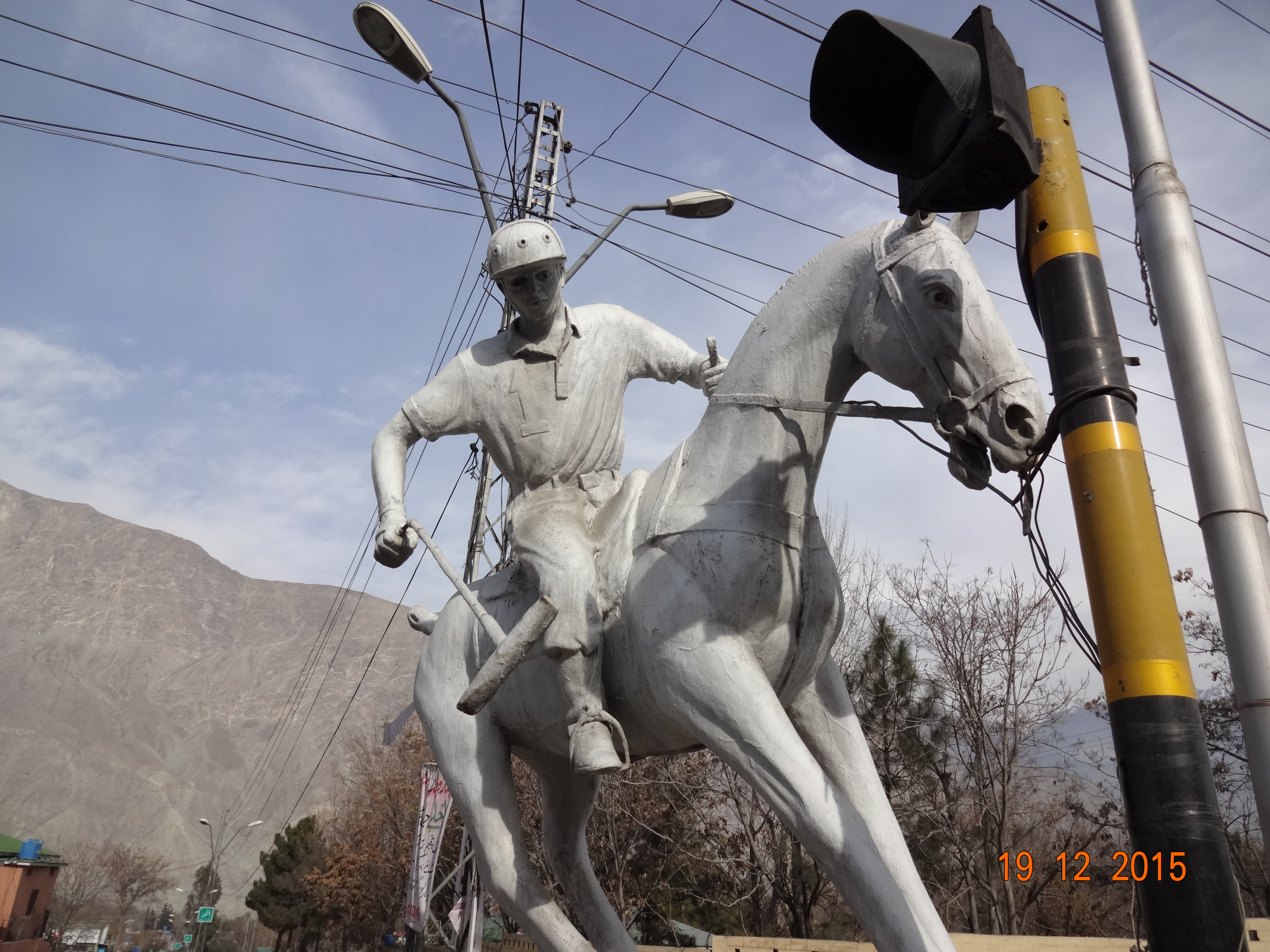
تمثال لاعب البولو في جيلجيت ، باكستان

كانت اللعبة قيّمة لتدريب الفرسان، وقد لعبت من القسطنطينية إلى اليابان في العصور الوسطى. كما انتشرت اللعبة جنوبًا إلى شبه الجزيرة العربية وإلى الهند والتبت.
كان لبغداد العباسية ساحة كبيرة للبولو خارج أسوارها، وأحد بوابات المدينة التي تعود إلى أوائل القرن الثالث عشر، باب الحلبة، سميت على اسم ملاعب البولو القريبة هذه. استمرت اللعبة في دعمها من قبل الحكام المغول لبلاد فارس في القرن الثالث عشر، وكذلك في ظل السلالة الصفوية. في القرن السابع عشر، شيد الملك عباس الأول ميدان نقش جهان في أصفهان كملعب للبولو. كما تعلمت اللعبة من قبل الإمبراطورية البيزنطية المجاورة في وقت مبكر. تم بناء تزيكانيستيريون (ملعب للعب tzykanion ، الاسم البيزنطي للبولو) بواسطة الإمبراطور ثيودوسيوس الثاني (حكم 408-450) داخل قصر القسطنطينية الكبير. برع فيها الإمبراطور باسيل الأول (867-886). توفي الإمبراطور ألكساندر (حكم 912-913) من الإرهاق أثناء اللعب وتوفي جون الأول من طرابزون (حكم من 1235 إلى 1238) من إصابة قاتلة أثناء إحدى الألعاب.

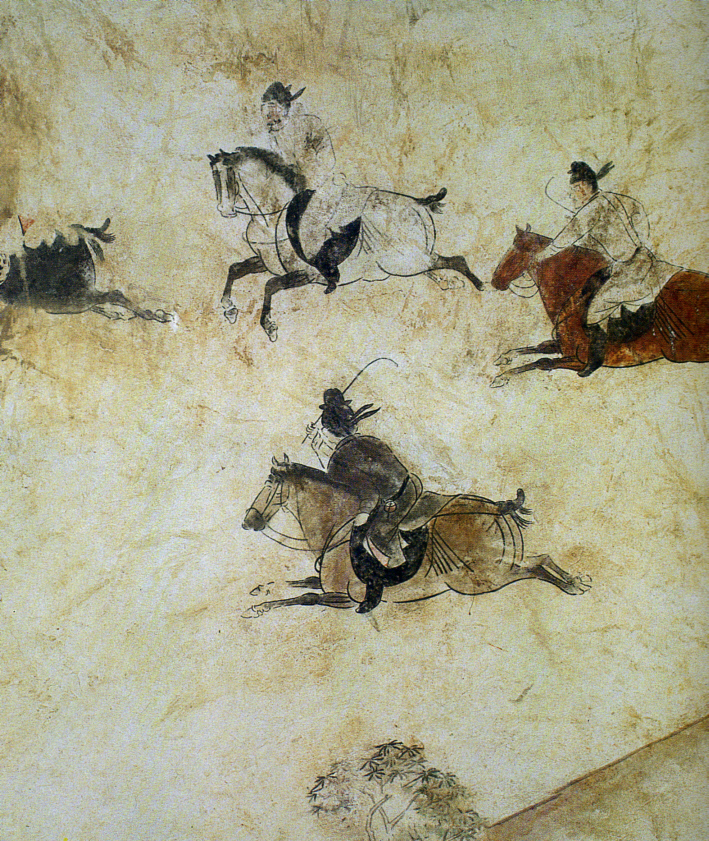
حاشية سلالة تانغ الصينية على ظهور الخيل يلعبون لعبة البولو، 706 ميلادي

بعد الفتوحات الإسلامية للسلالات الأيوبية والمملوكية في مصر والشام، فضلتها نخبهم على جميع الرياضات الأخرى. اشتهر السلاطين البارزون مثل صلاح الدين وبيبرس بلعبها وتشجيعها في بلاطهم. ظهرت عصي البولو على مقدمة أوراق اللعب المملوكية في العصر الحديث.

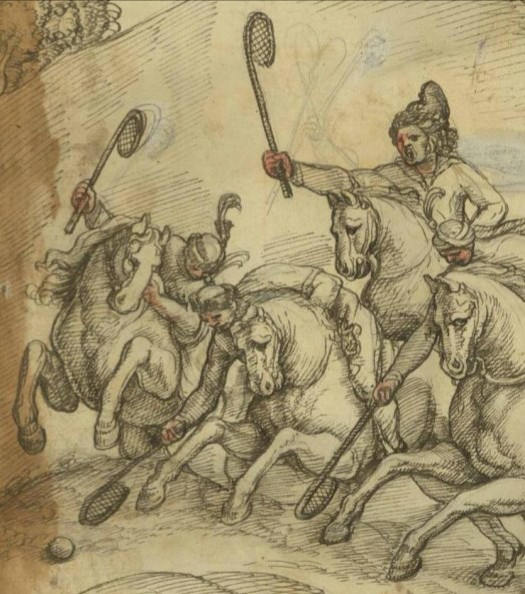
الجورجيون يلعبون لعبة البولو في مملكة إيميريتي ، بواسطة المبشر الإيطالي تيرامو كاستيلي، 1640.

انتشرت اللعبة إلى جنوب آسيا حيث كان لها حضور قوي في المناطق الشمالية الغربية من باكستان الحالية (بما في ذلك جيلجيت وشيترال وهونزا وبالتستان) منذ القرن الخامس عشر والسادس عشر على الأقل. يقال إن اسم بولو مشتق من كلمة باللغة البلتية "Pulu"، والتي تعني الكرة. قطب الدين أيباك، العبد التركي من آسيا الوسطى والذي أصبح فيما بعد سلطان دلهي في شمال الهند من 1206 إلى 1210، تعرض لوفاة عرضية أثناء لعبة البولو عندما سقط حصانه وتعرض للخوزق على سرجه. من المحتمل أن تكون اللعبة قد سافرت عبر طريق الحرير إلى الصين حيث كانت مشهورة في تشانغآن عاصمة أسرة تانغ، كما لعبتها النساء اللواتي ارتدين ملابس رجالية أثناء اللعب. وفقًا لقاموس أكسفورد للعصور القديمة المتأخرة، فإن شعبية لعبة البولو في الصين التانغية «تعززت بلا شك بوجود المحكمة الساسانية في المنفى».
لا يزال هناك نوع قديم من لعبة البولو، يشار إليه إقليمياً باسم بوزكاشي أو كوكبار، في أجزاء من آسيا.

### لعبة حديثة

#### الهند وبريطانيا
تم اشتقاق لعبة البولو الحديثة من مانيبور بالهند، حيث كانت تُعرف باسم «ساجول كانججي» أو «بولو». كان الشكل المائل للكرة الأخيرة، في إشارة إلى الكرة الخشبية التي تم استخدامها، والتي اعتمدتها الرياضة في انتشارها على الشكل البطيء إلى الغرب. تم إنشاء أول نادي بولو في مدينة سيلشار في ولاية آسام الهندية عام 1833.

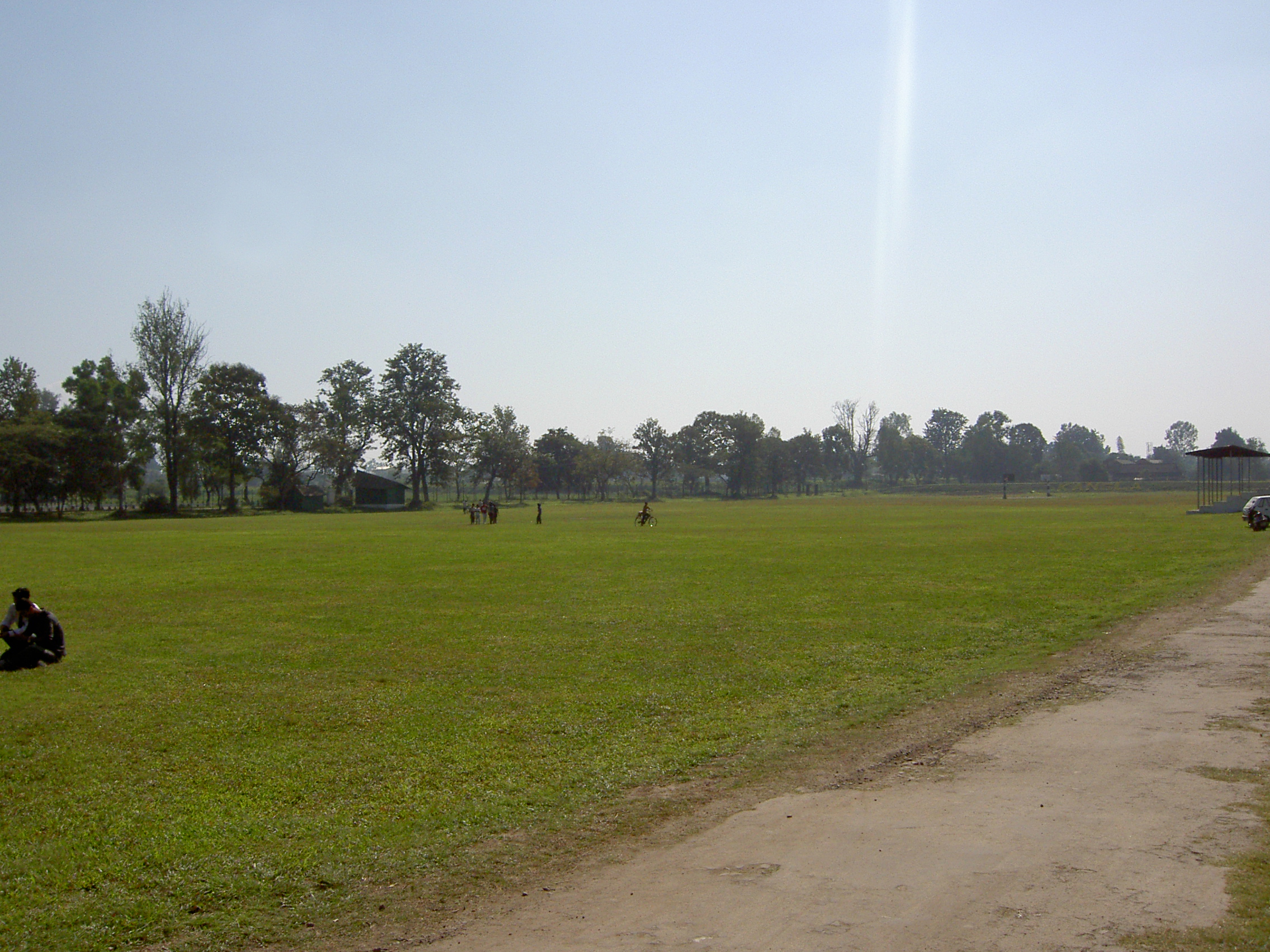
ملعب البولو القديم في امفال ، مانيبور

في مانيبور، تُلعب البولو تقليديًا بسبعة لاعبين في فريق. يتم تثبيت اللاعبين على مهر مانيبوري الأصلي، والذي يبلغ أقل من 13 يد (متر و 32 سم). لا توجد منشورات أهداف، ويسجل اللاعب ببساطة عن طريق ضرب الكرة من أي من طرفي الملعب. يضرب اللاعبون الكرة بالجانب الطويل من رأس المطرقة وليس النهاية. لا يُسمح للاعبين بحمل الكرة، على الرغم من أنه يُسمح بسد الكرة بأي جزء من الجسم باستثناء اليد المفتوحة. العصي مصنوعة من القصب، والكرات مصنوعة من جذور الخيزران. قام اللاعبون بحماية أرجلهم من خلال ربط الدروع الجلدية بالسروج والأحزمة.
في مانبور، لعبت اللعبة حتى من قبل عامة الناس الذين يمتلكون مهرًا. كان لملوك مانيبور ملعب بولو ملكي داخل أسوار حصن كانجيلا. هنا قاموا بلعب دور manung kangjei bung (حرفياً، «أرض البولو الداخلية»). أقيمت الألعاب العامة، كما هي حتى اليوم، في Mapan Kangjei Bung (حرفيا «ملعب البولو الخارجي»)، ملعب البولو خارج كانجلا. كما تم لعب مباريات كا اسبوع تسمى Hapta Kangjei (لعبة البولو الأسبوعية) في ملعب البولو خارج القصر الحالي.
أقدم ملعب بولو في العالم هو ملعب إمفال بولو في ولاية مانيبور. ويرد تاريخ أرض البولو في السجل الملكي Cheitharol Kumbaba ابتداء من عام 33 بعد الميلاد. زار الملازم (اللواء لاحقًا) جوزيف فورد شيرر، والد لعبة البولو الحديثة، الولاية ولعب على أرض البولو هذه في خمسينيات القرن التاسع عشر. زار اللورد كرزون، نائب الملك في الهند الولاية في عام 1901 وقام بقياس أرضية البولو «بطول 225 ياردة وعرض 110 ياردة».
تأسس نادي Cachar عام 1859  ويقع على طريق Club Road في قلب مدينة Silchar في ولاية آسام. في عام 1862، تم إنشاء أقدم نادي للبولو، وهو نادي كلكتا للبولو، على يد جنديين بريطانيين، شيرير والنقيب روبرت ستيوارت. في وقت لاحق قاموا بنشر اللعبة لأقرانهم في إنجلترا. يعود الفضل إلى البريطانيين في نشر لعبة البولو في جميع أنحاء العالم في أواخر القرن التاسع عشر وأوائل القرن العشرين في ذروة إمبراطوريتها. استورد الضباط العسكريون اللعبة إلى بريطانيا في ستينيات القرن التاسع عشر. تبع إنشاء أندية البولو في جميع أنحاء إنجلترا وأوروبا الغربية بعد التدوين الرسمي للقواعد. قدم الفرسان العاشر في ألدرشوت بهانتس لعبة البولو إلى إنجلترا في عام 1834. الهيئة الحاكمة للعبة في المملكة المتحدة هي جمعية هارلينغهتام بولو، التي وضعت المجموعة الأولى من القواعد البريطانية الرسمية في عام 1874، ولا يزال الكثير منها موجودًا.
كانت هذه النسخة من لعبة البولو التي تم لعبها في القرن التاسع عشر مختلفة عن الشكل الأسرع الذي تم لعبه في مانيبور. كانت اللعبة بطيئة ومنهجية، مع القليل من التمرير بين اللاعبين وعدد قليل من اللعبات التي تتطلب حركات محددة من قبل المشاركين بدون الكرة. لم يتم تدريب اللاعبين أو الخيول على لعب لعبة سريعة بلا توقف. يفتقر هذا النوع من لعبة البولو إلى الأساليب العدوانية ويتطلب مهارات أقل في الفروسية. خلا القرن التاسع عشر، مجموعة من الفرق التي تمثل الهند تهيمن على المشهد البولو الدولي.
تم إطلاق دوري أبطال البولو في جايبور في عام 2016. وهي نسخة جديدة من لعبة البولو، تشبه تنسيق T20 للكريكيت. تم جعل الملعب أصغر واستيعاب جمهور كبير. أقيم الحدث الأول لبطولة العالم للبولو في بهافناغار، جوجارات، بستة فرق ومساحة تتسع لـ 10000 متفرج. تم تغيير القواعد وأصبحت المدة أقصر.[بحاجة لمصدر]

#### الأرجنتين

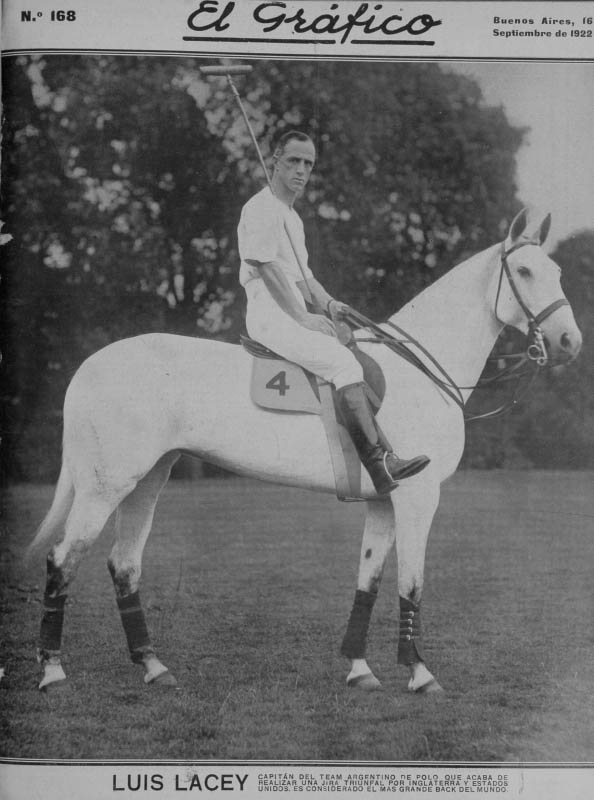
لويس لاسي ، الكابتن السابق لفريق البولو الأرجنتيني في عام 1922

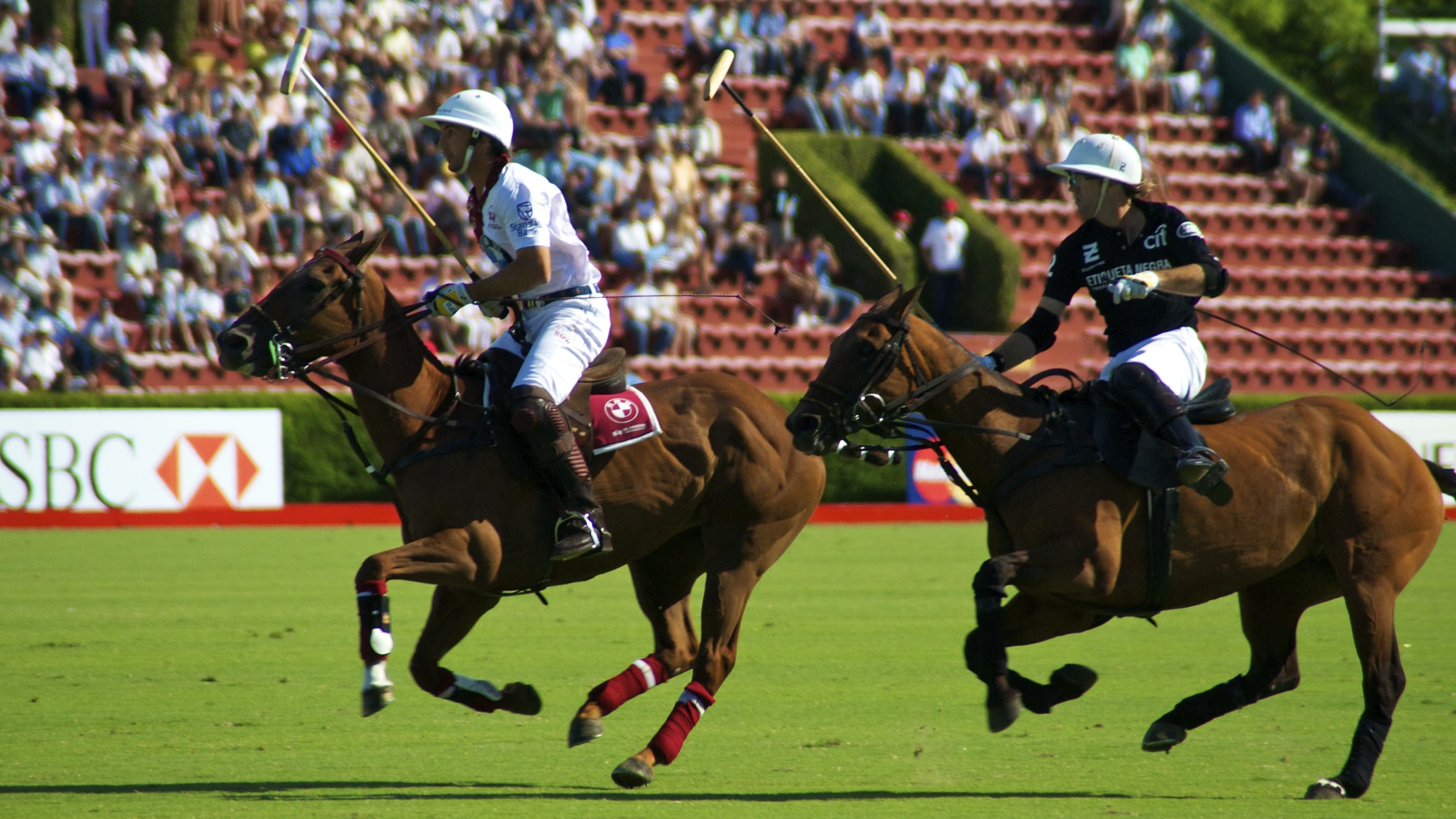
بطولة البولو الأرجنتينية المفتوحة

بدأ المهاجرون البريطانيون في البامبا الأرجنتينية ممارسة لعبة البولو خلال أوقات فراغهم. من بينهم، يُنسب إلى دافيد شنان تنظيم أول لعبة بولو رسمية للبلاد في عام 1875، في استانسيا نيغريتي، الواقعة في مقاطعة بوينس آيرس.
انتشرت الرياضة بسرعة بين الغاوتشو الماهرين، وافتتحت العديد من الأندية في السنوات التالية في مدن فينادو تويرتو، كانيادا دي جوميز، كويلمز، فلوريس ولاحقًا (1888) هيرلينجهام. في عام 1892، تم تأسيس جمعية ريفر بلايت للبولو وشكلت الأساس لرابطة الأرجنتين للبولو الحالية . في دورة الألعاب الأولمبية التي أقيمت في باريس عام 1924، حصل فريق مؤلف من خوان مايلز وإنريكي باديلا وخوان نيلسون وأرتورو كيني وجي بروك نايلور على أول ميدالية ذهبية للأرجنتين حدث هذا أيضًا في برلين عام 1936 مع اللاعبين مانويل أندرادا وأندريس جازوتي وروبرتو كافانا ولويس دوغان وخوان نيلسون ودييجو كافانا وإنريكي ألبيردي.
انتشرت اللعبة في جميع أنحاء البلاد، ويُنسب إلى الأرجنتين عالميًا كعاصمة للبولو .
تمكنت خمسة فرق من جمع أربعة عشرة لاعبين من ذوي الإعاقة لكل منها، لتكوين 40 فريقًا من ذوي الإعاقة: كورونيل سواريز، 1975، 1977-1979 (ألبرتو هيغي، خوان كارلوس هاريوت، ألفريدو هاريوت وهوراسيو هيغي)؛ لا إسبادانا، 1989-1990 (كارلوس غراسيدا، غونزالو بيريس، ألفونسو بيريس وإرنستو تروتز جونيور)؛ إنديوس تشاباليوفي، 1992-1993 (باوتيستا هيغي، غونزالو هيغي، هوراسيو هيغي جونيور وماركوس هيغي)؛ لا دولفينا، 2009-2010 (ادولفو كامبياسو. لوكاس مونفردي، ماريانو اغييري وباتولومي كاستانيولا)؛ إليرستينا، 2009 (فاكوندو بيريس، وغونزالو بيريس جونيور، وبابلو ماك دونو، وخوان مارتين نيرو).
البطولات الثلاث الكبرى للبولو في الأرجنتين، والمعروفة باسم تريبل كرون")، هي Hurlingham Polo Open و Tortugas Polo Open و Palermo Polo Open . يستمر موسم البولو عادة من أكتوبر إلى ديسمبر.

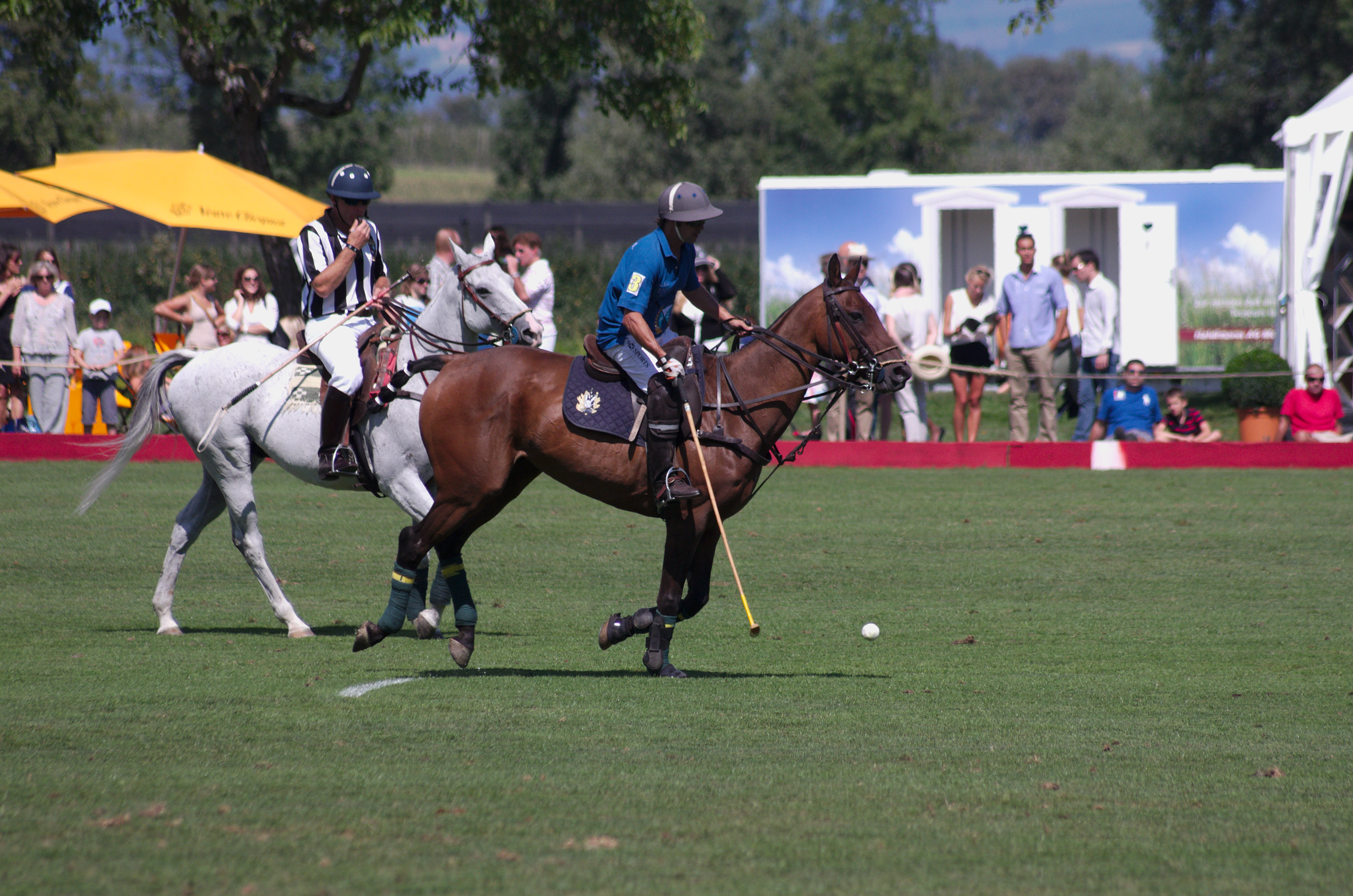
لاعب بولو مع الحكم

اكتسبت لعبة البولو شعبية في جميع أنحاء الأمريكتين الشمالية والجنوبية، بما في ذلك البرازيل وتشيلي والمكسيك والولايات المتحدة الأمريكية.

#### الولايات المتحدة الأمريكية

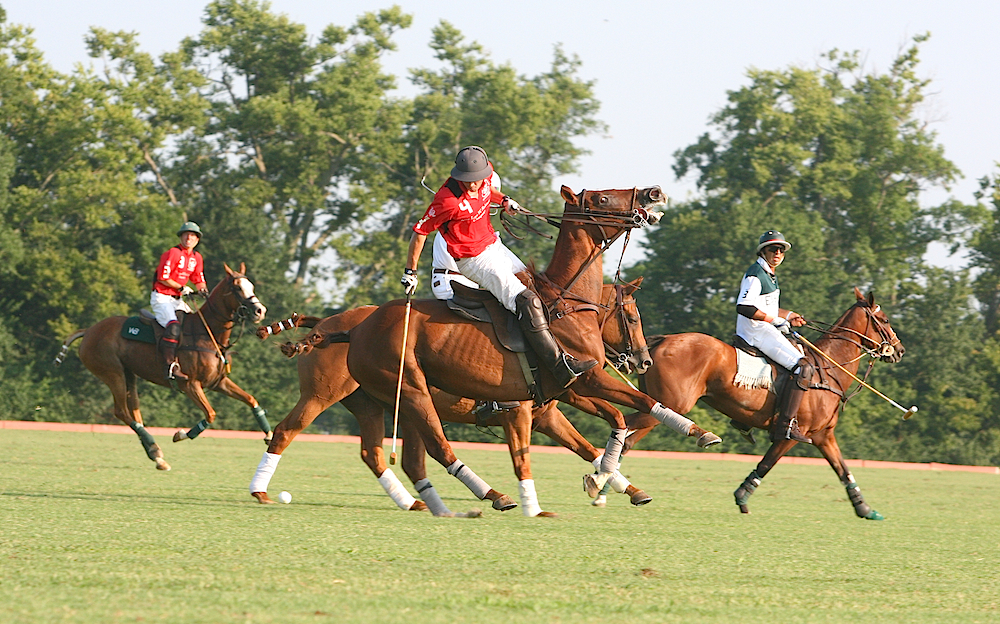
مباراة بولو في كنتاكي هورس بارك

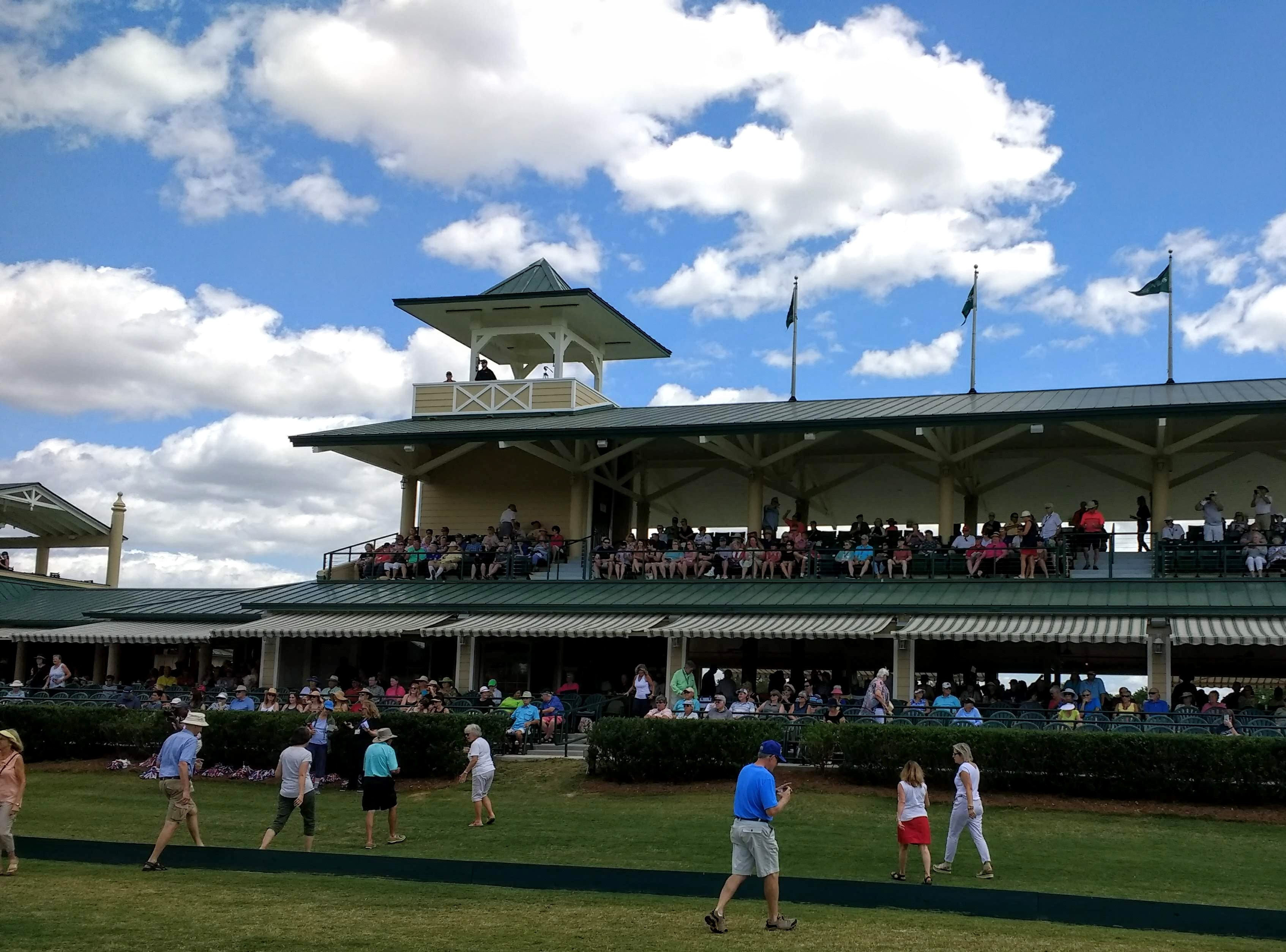
ملعب البولو في القرى بفلوريدا

نظم جيمس جوردون بينيت جونيور في 16 مايو 1876 ما وصف بأنه أول مباراة بولو في الولايات المتحدة في أكاديمية ديكل رايدنج في 39 ستريت وفيفث أفينيو في مدينة نيويورك. يذكر السجل التاريخي أن جيمس جوردون بينيت أسس نادي ويستشستر للبولو في 6 مايو 1876، وفي 13 مايو 1876، كان مضمار سباق جيروم بارك في مقاطعة ويستشستر (مقاطعة برونكس حاليًا) موقعًا لمباراة البولو الأمريكية «الأولى» في الهواء الطلق.
قام HL Herbert و James Gordon Bennett و August Belmont بتمويل ملعب نيو يورك بولو غروندز الأصلي. ذكر هربرت في مقال عام 1913  أنهم شكلوا نادي ويستشستر بعد لعب أول لعبة خارجية في 13 مايو 1876. هذا يتناقض مع السجل التاريخي للنادي الذي تم إنشاؤه قبل مباراة جيروم بارك.

## مهور بولو

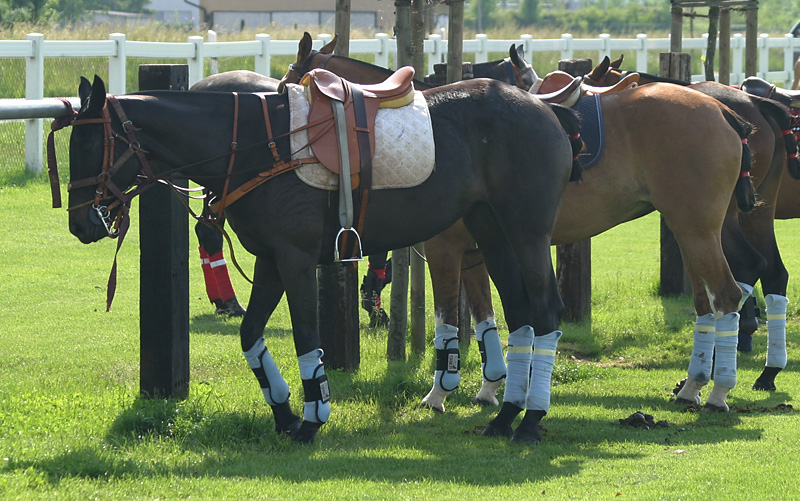
مهور بولو تنتظر بدء اللعبة

يُطلق على الحوامل المستخدمة اسم «مهور البولو»، على الرغم من أن مصطلح المهر تقليدي تمامًا وأن الجبل هو في الواقع حصان بالحجم الكامل. تتراوح من 14.2 ارتفاع في الكاهل، وتزن 900–1,100 رطل (410–500 كـغ) . تم اختيار لعبة البولو بوني بعناية للحصول على رشقات نارية سريعة من السرعة والقدرة على التحمل وخفة الحركة والقدرة على المناورة. مزاجه أمر بالغ الأهمية. يجب أن يظل الحصان مستجيبًا تحت الضغط وألا يصبح متحمسًا أو يصعب السيطرة عليه. العديد من الخيول الأصيلة يتم تدريبهم على التعامل معهم بيد واحدة على اللجام، والاستجابة لإشارات ساق الفارس والوزن للمضي قدمًا، والالتفاف والتوقف. سيحمل الحصان المدرب جيدًا متسابقه بسلاسة وسرعة إلى الكرة ويمكن أن يمثل 60 إلى 75 بالمائة من مهارة اللاعب وصافي ثروته لفريقه.[بحاجة لمصدر]
يبدأ تدريب بولو المهر عمومًا في سن الثالثة ويستمر من حوالي ستة أشهر إلى عامين. تصل معظم الخيول إلى مرحلة النضج الجسدي الكامل في سن الخامسة تقريبًا، وتكون المهور في ذروة نشاطها الرياضي والتدريب في حوالي سن السادسة أوحتى السابعة. ومع ذلك، من دون وقوع أي حوادث، قد تتمكن مهور البولو من اللعب حتى بلوغهم سن 18 إلى 20 عامًا.
يجب أن يكون لدى كل لاعب أكثر من حصان، للسماح باستبدال الخيول المتعبة بأخرى جديدة بين أو حتى أثناء الاستراحة. قد يكون عدد «سلسلة» مهور البولو للاعب اثنين أو ثلاثة في مباريات (مع راحة المهور لمدة لا تقل عن شوط قبل إعادة الاستخدام)، وأربعة أو أكثر لمباريات الهدف المتوسط (واحد على الأقل لكل شوط)، وأكثر من ذلك في أعلى مستويات المنافسة.

## لاعبين

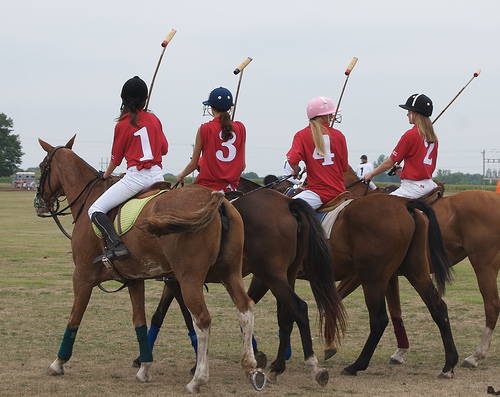
فريق بولو للفتيات ، الولايات المتحدة

يتكون كل فريق من أربعة لاعبين مثبتين، ويمكن أن تكون فرقًا مختلطة من رجال ونساء.
كل مركز معين للاعب لديه مسؤوليات معينة:
- المركز الأول هو الموقف الأكثر هجومًا في الميدان. يغطي المركز الأول بشكل عام الرقم الرابع للفريق المنافس. عادة الصاعد من الفريق
- يلعب الرقم الثاني دورًا مهمًا في الهجوم، إما الركض من خلال نفسه وإحراز الأهداف، أو التمرير إلى المصنف رقم واحد والوقوف وراءهم. دفاعياً، سيغطون رقم ثلاثة في الفريق المنافس، وهو أفضل لاعب في الفريق الآخر بشكل عام. نظرًا لصعوبة هذا المركز، فليس من غير المألوف أن يلعب أفضل لاعب في الفريق رقم اثنين طالما أن هناك لاعبًا قويًا آخر متاحًا للعب الثالث.
- الرقم الثالث هو القائد التكتيكي ويجب أن يكون ضاربًا قويًا طويلًا لإطعام الكرات إلى رقم اثنين ورقم واحد بالإضافة إلى الحفاظ على دفاع قوي. عادة ما يكون أفضل لاعب في الفريق هو اللاعب رقم ثلاثة، وعادة ما يستخدم أعلى عائق.
- رقم أربعة هو لاعب الدفاع الأساسي. يمكنهم التحرك في أي مكان في الملعب، لكنهم يحاولون عادة منع التسجيل. يسمح التركيز على الدفاع من قبل الرقم أربعة للاعب رقم ثلاثة بمحاولة المزيد من اللعب الهجومي، لأنهم يعلمون أنه سيتم تغطيتهم إذا فقدوا الكرة.

يجب أن تُلعب لعبة البولو باليد اليمنى فقط لمنع الاصطدامات المباشرة.

## معدات

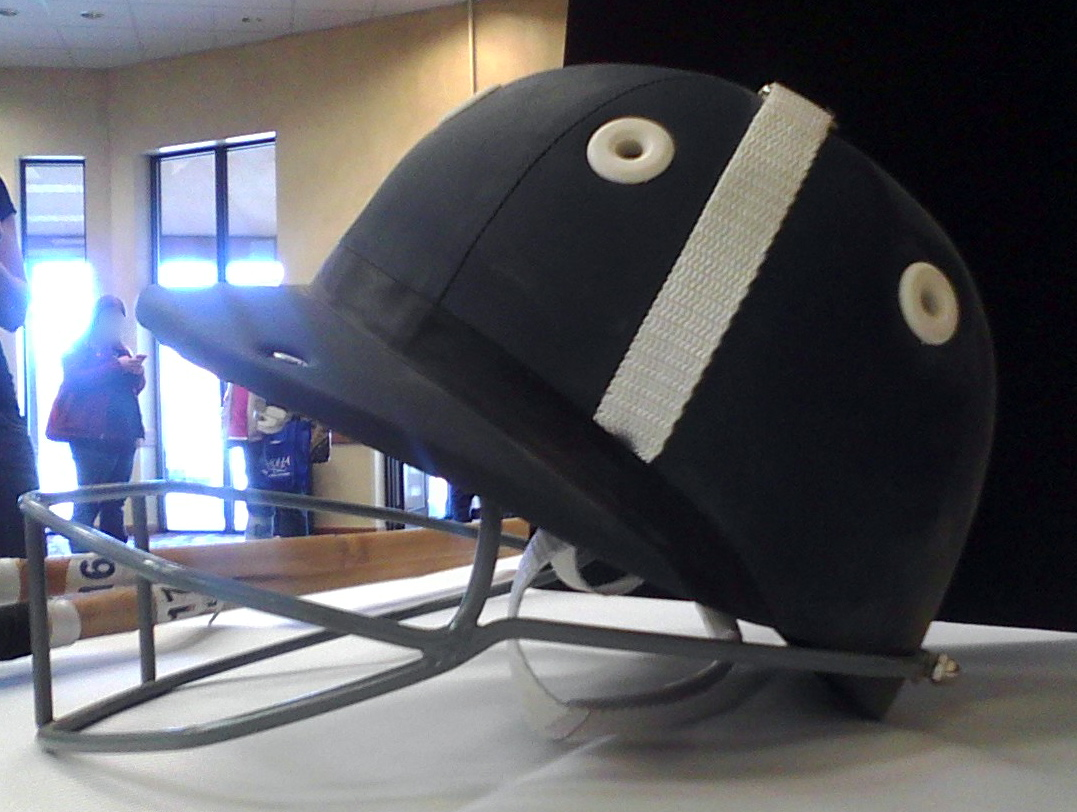
خوذة بولو مع واقي للوجه

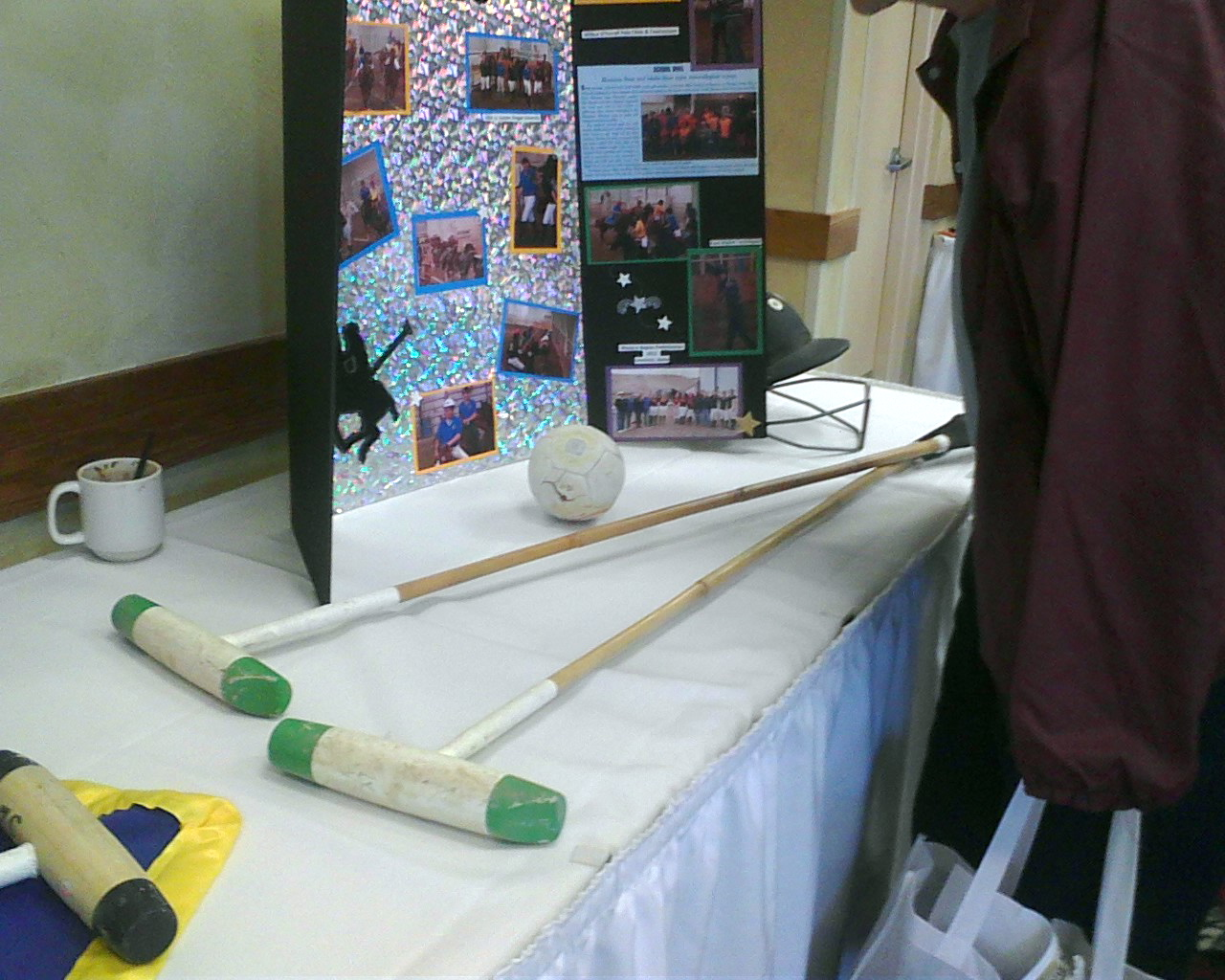
مطرقة البولو والكرة

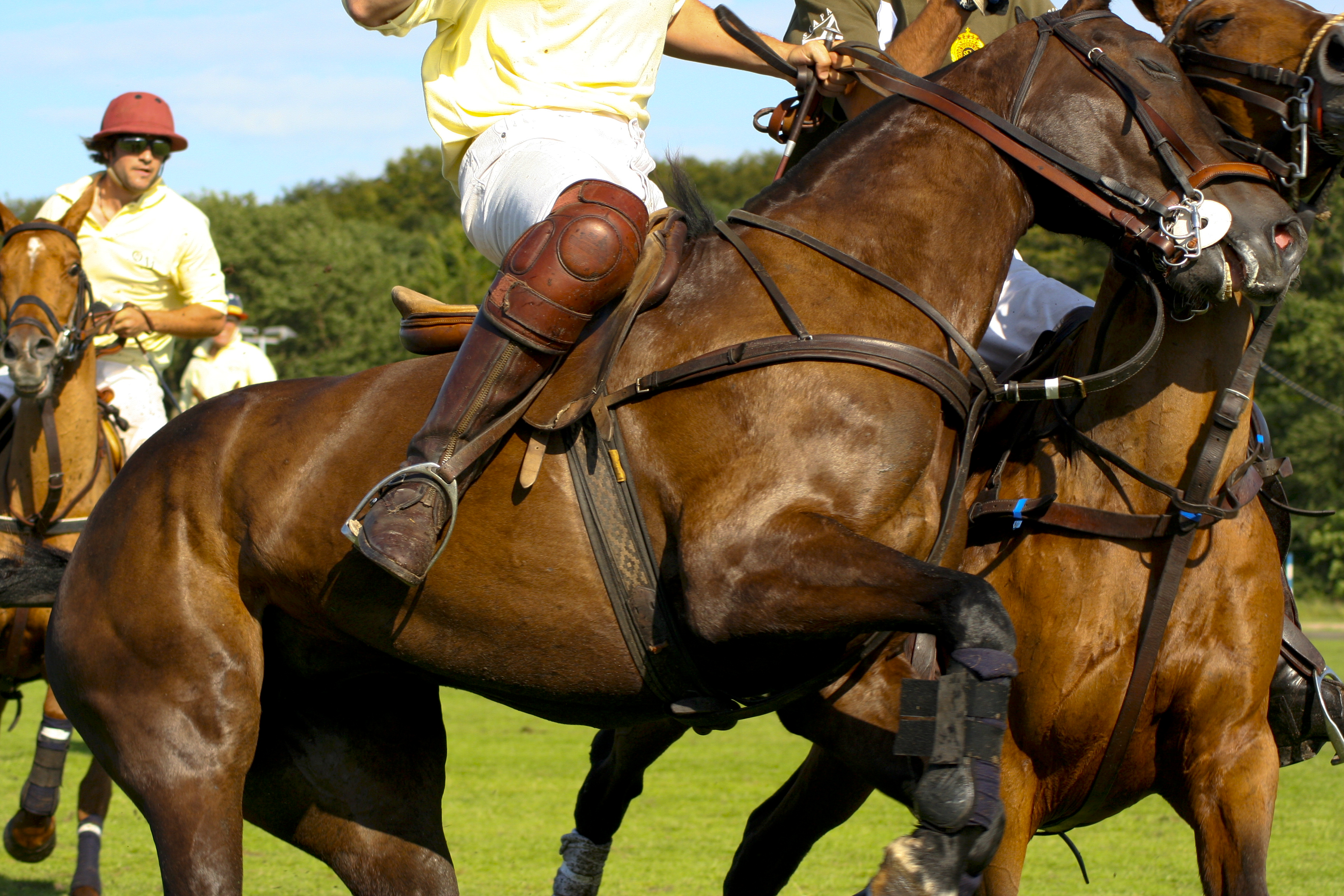
لاعب بولو يرتدي واقيات الركبة ، "يركض" الخصم

تختلف قواعد المعدات في التفاصيل بين السلطات المضيفة، ولكنها دائمًا ما تكون من أجل سلامة اللاعبين والخيول.
تشتمل المعدات الإلزامية على خوذة واقية مع حزام ذقن يتم ارتداؤها في جميع الأوقات من قبل جميع اللاعبين والعرسان المركبين. ويجب أن تكون مطابقة لمعايير السلامة المقبولة محليًا، PAS015 (المملكة المتحدة)، NOCSAE (الولايات المتحدة الأمريكية). عادة ما يكون واقي الوجه جزءًا لا يتجزأ من الخوذة.
أحذية البولو وركب الركبة إلزامية في المملكة المتحدة أثناء اللعب الرسمي، ويوصى باستخدام الأحذية لجميع اللاعبين في كل مكان. كما توصي المملكة المتحدة أيضًا ب النظارات الواقية ومنصات الكوع وواقيات اللثة. مطلوب قميص أو جيرسي الذي يميز فريق اللاعب وليس خطوط سوداء وبيضاء مثل قميص الحكم.
ارتداء سراويل البولو البيضاء أثناء اللعب الرسمي إجباري. عادة ما يتم ارتداء قفازات البولو للحماية من عمل اللجام والمطرقة.
لا يُسمح بأي معدات قد تضر الخيول، مثل السوط.

### الكرة
كرة بولو الخارجية الحديثة مصنوعة من البلاستيك عالي التأثير. تاريخياً، كانت مصنوعة من الخيزران، والفلين المغطى بالجلد، والمطاط الصلب، ولسنوات عديدة من جذور الصفصاف. في الأصل، استخدم البريطانيون كرة كريكيت مطلية بالجلد باللون الأبيض.
حجم كرة البولو المنظمة في الهواء الطلق 3 بوصة (7.6 سـم) إلى 3 1⁄2 بوصة (8.9 سـم) وفي القطر ويزن 3 1⁄2 أونصة (99 غ) إلى 4 1⁄2 أونصة (130 غ).
تم إدخال الكرات البلاستيكية في السبعينيات . هم أقل عرضة للكسر وأرخص بكثير.
كرة البولو الداخلية والساحة مغطاة بالجلد ومضخمة، وهي حوالي 4 1⁄2 بوصة (11 سـم) في القطر.
يجب ألا تقل مقاييس الكرة عن 12.5 بوصة (32 سـم) أو أكثر من 15 بوصة (38 سـم) في المحيط. يجب ألا يقل الوزن عن 170 غرام (6.0 أونصة) أو أكثر من 182 غرام (6.4 أونصة) . في اختبار الارتداد من 9 قدم (2.7 م) على الخرسانة عند 70 °ف (21 °م) ، يجب أن يكون الارتداد 54 بوصة (140 سـم) على الأقل 54 بوصة (140 سـم) وبحد أقصى 64 بوصة (160 سـم) بمعدل التضخم المحدد من قبل الشركة المصنعة. هذا يوفر كرة صلبة وحيوية.

### مطرقة
تتألف مطرقة البولو من عمود من قصب السكر بقبضة ملفوفة بالمطاط، وثونغ مكفف يسمى حبال، للالتفاف حول الإبهام، ورأس خشبي على شكل سيجار. العمود مصنوع من قصب الماناو (وليس الخيزران، وهو أجوف) على الرغم من أن عددًا قليلاً من المطارق اليوم مصنوعة من مواد مركبة. عادةً لا يفضل اللاعبون المواد المركبة لأن عمود المطارق المركبة لا يمكنه امتصاص الاهتزازات مثل مطرقة القصب التقليدية. وتتكون من رئيس مطرقة عموما من الخشب تسمى TIPA، ما يقرب من 9 " بوصة طويلة. يزن رأس المطرقة من 160 غرام (5.6 أونصة) حتى 240 غرام (8.5 أونصة) ، اعتمادًا على تفضيل اللاعب ونوع الخشب المستخدم، ويمكن أن يختلف العمود في الوزن والمرونة حسب تفضيل اللاعب. يعتبر وزن رأس المطرقة من الاعتبارات المهمة للاعبين الأكثر خبرة. غالبًا ما تستخدم اللاعبات مطرقة أخف من اللاعبين الذكور. بالنسبة لبعض لاعبي البولو، يعتمد طول المطرقة على حجم الحصان: فكلما كان الحصان أطول، زاد طول المطرقة. ومع ذلك، يفضل بعض اللاعبين استخدام طول واحد من المطرقة بغض النظر عن ارتفاع الحصان. في كلتا الحالتين، يتطلب لعب الخيول ذات الارتفاعات المختلفة بعض التعديل من قبل الفارس. عادة ما تتراوح أطوال المطرقة المتغيرة من 127 سنتيمتر (50 بوصة) إلى 134 سنتيمتر (53 بوصة) . يستخدم مصطلح مطرقة حصريًا في اللغة الإنجليزية الأمريكية؛ تفضل الإنجليزية البريطانية مصطلح عصا البولو . تضرب الكرة بالجوانب العريضة لرأس المطرقة بدلاً من أطرافها المستديرة والمسطحة.

### سرج

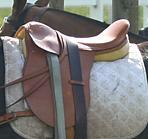
سرج بولو

سروج البولو على الطراز الإنجليزي، اتصال وثيق ، على غرار القفز السروج ؛ على الرغم من أن معظم سروج البولو تفتقر إلى رفرف تحت القضبان . لن يستخدم بعض اللاعبين بطانية السرج. السرج له مقعد مسطح ولا يدعم الركبة ؛ يتبنى الفارس مقعدًا مائلًا للأمام وركبته مغلقة على خلاف مقعد الترويض الكلاسيكي. يتم إضافة صفيحة صدرية ، وعادة ما يتم إرفاقها بالجزء الأمامي. يجب استخدام مارتينجال واقفًا: ولذلك ، فإن درع الصدر ضروري للسلامة. عادة ما يتم دعم ربطة العنق بحزام عنق. العديد من السروج لديها أيضا فرط. تكون مكواة الرِّكاب أثقل من معظمها ، كما أن جلود الرِّكاب أعرض وأكثر سمكًا ، لمزيد من الأمان عندما يقف اللاعب في الركائب. يتم لف أرجل الفرس الصغير بلفائف البولو من أسفل الركبة إلى الفتحة لتقليل الألم. تستخدم أحذية القفز (المقدمة المفتوحة) أو أحذية العدو أحيانًا جنبًا إلى جنب مع أغطية البولو لمزيد من الحماية. غالبًا ما تتطابق هذه الأغطية مع ألوان الفريق. غالبًا ما يتم صرصور بدة المهر (خنزير)، وذيلها مضفر أو مضفر حتى لا يعلق بمطرقة الفارس.
يركب بولو بزمام مزدوج من أجل دقة أكبر للإشارات. والشيء غالبا ما يكون قليلا هفوة أو بيلهام قليلا . في كلتا الحالتين ، ستكون العروة أو السيقان هي العنان السفلي في يدي الفارس ، في حين أن العنان اللطيف سيكون العنان العلوي. وإذا تم استخدام قطعة هفوة ، فسيكون هناك نطاق أنفي متدلي بالإضافة إلى الكهف ، مما يدعم الربط. يمكن أن تكون إحدى مجموعات العنان بالتناوب هي سحب مقاليد .

## الميدان

الأحجام النسبية لملعب كرة قدم وملعب بولو

تبلغ مساحة الملعب 300 by 160 يارد (270 by 150 م) تبلغ مساحتها حوالي ستة ملاعب كرة قدم أو تسعة ملاعب كرة قدم أمريكية (10 أفدنة)، بينما تبلغ مساحة أرينا بولو 96 × 46 مترًا. تتم صيانة الملعب بعناية مع قص العشب عن كثب لتوفير سطح لعب آمن وسريع. الأهداف هي أعمدة تم تعيينها على بعد ثمانية ياردات ، تتمحور في نهاية كل طرف. يتطلب سطح ملعب البولو صيانة دقيقة ومستمرة للحفاظ على السطح في حالة لعب جيدة. خلال فترة الشوط الأول من المباراة ، يُدعى المتفرجون للذهاب إلى الميدان للمشاركة في تقليد البولو المسمى "ختم ديفوت"، والذي تم تطويره ليس فقط للمساعدة في استبدال تلال الأرض (الحُفر) التي مزقتها الخيول "الحوافر ، لكن أيضًا لإتاحة الفرصة للمشاهدين للتجول والتواصل الاجتماعي.

## رياضة معاصرة

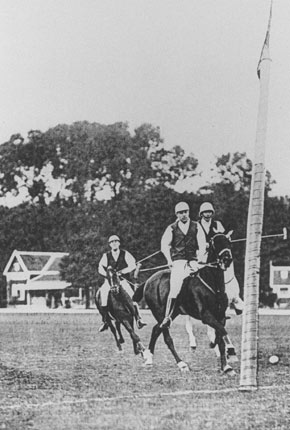
لعب بولو كجزء من الألعاب الأولمبية الصيفية لعام 1900

يتم لعب البولو بشكل احترافي في العديد من البلدان ، لا سيما الأرجنتين ، أستراليا ، البرازيل ، كندا ، تشيلي ، جمهورية الدومينيكان ، فرنسا ، ألمانيا ، إيران ، الهند ، نيوزيلندا ، المكسيك ، باكستان ، جامايكا ، إسبانيا ، جنوب إفريقيا ، سويسرا ، المملكة المتحدة ، والولايات المتحدة ، وهي الآن رياضة نشطة في 77 دولة.  الرغم من أن فترة عملها كرياضة أولمبية كانت مقتصرة على ما بين 1900 و 1939، في عام 1998 اعترفت اللجنة الأولمبية الدولية بها كرياضة مع هيئة إدارية دولية حسنة النية ، الاتحاد الدولي للبولو . تقام بطولة العالم للبولو كل ثلاث سنوات من قبل الاتحاد.
تعد لعبة البولو فريدة من نوعها بين الرياضات الجماعية حيث يقوم اللاعبون الهواة ، غالبًا ما يكونون رعاة الفريق ، بالتوظيف واللعب بشكل روتيني جنبًا إلى جنب مع أفضل المحترفين في الرياضة.
بعض البطولات الأكثر أهمية ، على مستوى النادي ، هي ابييرتو دي تورتوغاس وابييرتو دي هولينغهام وابييرتو أرجنتين دي بولو ، وكلها في الأرجنتين (la Triple Corona).

### شرق وجنوب شرق آسيا

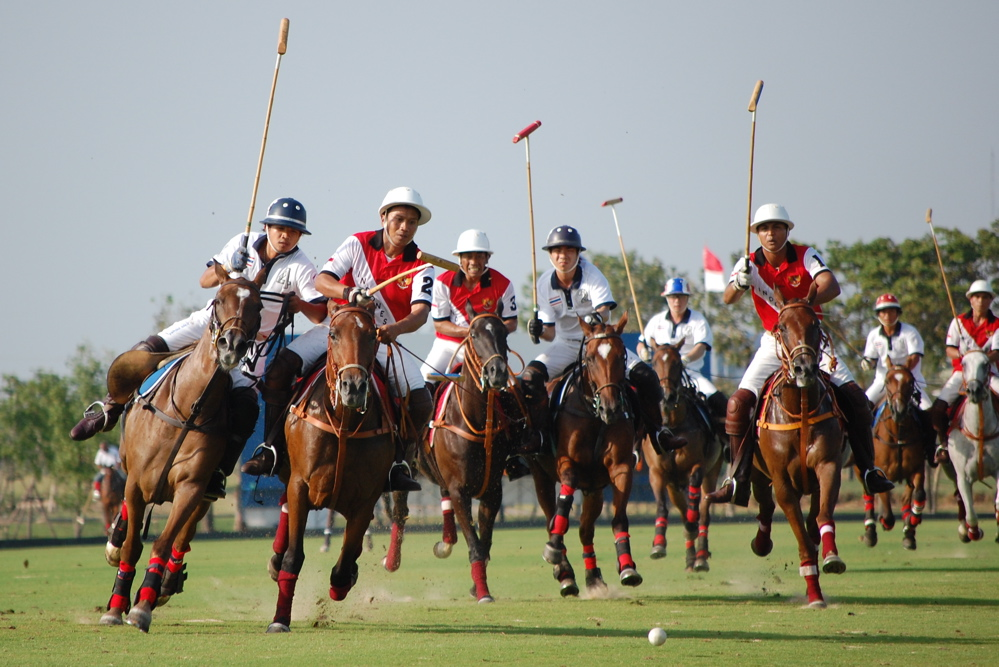
تلعب إندونيسيا ضد تايلاند في SEA Games Polo 2007

تم لعب البولو في ماليزيا وسنغافورة ، وكلاهما مستعمرات بريطانية سابقة ، منذ أن تم تقديمه إلى الملايو في أواخر القرن التاسع عشر. تم تشكيل رويال جوهور بولو كلوب في عام 1884 وتم تشكيل نادي سنغافورة للبولو في عام 1886. أقدم نادي بولو في دولة ماليزيا الحديثة هو نادي سيلانجور للبولو الذي تأسس عام 1902. لعبت إلى حد كبير من قبل الملوك والنخبة السياسية والتجارية.
تم لعب بولو في ألعاب جنوب شرق آسيا لعام 2007 وألعاب جنوب شرق آسيا لعام 2017 . الدول التي شاركت في البطولة هي إندونيسيا وسنغافورة وماليزيا وتايلاند والفلبين (2007) وبروناي وماليزيا وسنغافورة وتايلاند (2017). فاز الفريق الماليزي بالميدالية الذهبية في نسخة 2007، تلتها سنغافورة بالميدالية الفضية ، وتايلاند بالبرونزية ، بينما فازت ماليزيا بالميدالية الذهبية في بطولة 2017، تليها تايلاند بالفضية ، وبروناي بالبرونزية.
أدى الانتعاش الأخير في جنوب شرق آسيا إلى شعبيتها في مدن مثل باتايا وكوالالمبور وجاكرتا. في باتايا وحدها ، هناك ثلاثة نوادي بولو نشطة: Polo Escape ، و Siam Polo Park و Thai Polo and Equestrian Club. إندونيسيا لديها نادي بولو (نادي نوسانتارا للبولو). في الآونة الأخيرة ، نظم يانيك غازيكي والأسترالي المحترف جاك «روكي» بايليو مباريات بولو في الحدائق «حول العاصمة الأسترالية ، بدعم من بعض الأثرياء».
تم تشكيل جمعية الفروسية الصينية مع ناديين جديدين في الصين نفسها: نادي بكين صني تايم للبولو ، الذي أسسه شيا يانغ في عام 2004  ونادي ناين دراغونز هيل للبولو في شنغهاي ، الذي تأسس في 2005 

### غرب آسيا
لا تنتشر لعبة البولو على نطاق واسع في غرب آسيا ، لكنها لا تزال تضم خمسة أندية نشطة في إيران ، وأربعة أندية نشطة في الإمارات العربية المتحدة ، ونادي واحد في البحرين  ونادي البولو الملكي الأردني في عمان، الأردن.
بولو في إيران يحكمها اتحاد البولو الإيراني. هناك خمسة أندية بولو في إيران: قصر فيروزة ونوروز آباد والقوات البرية للجيش وكنون تشوغان ونصف جهان. تمتلك إيران بعضًا من أفضل ملاعب البولو العشبية في المنطقة. يوجد في البلاد حاليًا أكثر من 100 لاعب مسجل ، منهم 15 فالمائة تقريبًا من النساء. تاريخيًا ، كانت الخيول العربية الفارسية والكردية هي الأكثر استخدامًا في لعبة البولو. ربما كان هذا هو الحال أيضًا في العصور القديمة. يتم استخدام الخيول الأصيلة اليوم بشكل متزايد إلى جانب الخيول الكردية والعربية الفارسية. قام بعض اللاعبين أيضًا بتجربة الأنجلو عربية. لا يزال الإيرانيون يشيرون إلى لعبة البولو باسمها الفارسي الأصلي «تشوغان»، وهو ما يعني مطرقة. لا يزال الإيرانيون يحتفظون ببعض الطقوس القديمة للعبة في مباريات البولو الرسمية.

### الهند
الهيئة الإدارية للبولو في الهند هي جمعية البولو الهندية .

### أيرلندا
بدأت لعبة Polo تاريخها الأيرلندي لأول مرة في عام 1870 مع أول لعبة رسمية لعبت في غورمانستاون ستراند، Co. Meath . بعد ثلاث سنوات ، أسس السيد هوراس روشفورد نادي All Ireland Polo Club في حديقة Phoenix. منذ ذلك الحين استمرت الرياضة في النمو مع افتتاح سبعة أندية أخرى في جميع أنحاء البلاد. كما أصبحت هذه الرياضة أكثر سهولة من قبل هذه الأندية من خلال إنشاء برامج تدريب ميسورة التكلفة ، مثل برنامج المبتدئين للمحترفين في Polo Wicklow.

### المملكة المتحدة
الهيئة الحاكمة في المملكة المتحدة هي جمعية هارليهام بولو ، التي يرجع تاريخها إلى عام 1875، والتي اندمجت مع جمعية مقاطعة بولو في عام 1949. تشرف جمعية البولو للقوات المسلحة في المملكة المتحدة على الرياضة في الخدمات المسلحة الثلاث.

### الولايات المتحدة الأمريكية
جمعية البولو الأمريكية (USPA) هي الهيئة الإدارية للبولو في الولايات المتحدة. الولايات المتحدة هي الدولة الوحيدة في العالم التي لديها بولو نسائي منفصل ، يديره اتحاد البولو النسائي في الولايات المتحدة .

## الرياضات ذات الصلة
- تستخدم لعبة Cowboy Polo قواعد مشابهة للعبة البولو العادية ، لكن الدراجين يتنافسون مع السروج الغربية ، عادةً في حلبة أصغر ، باستخدام كرة طبية مطاطية قابلة للنفخ.
- كرة الحصان هي لعبة تقوم على ظهور الخيل حيث يتم التعامل مع الكرة وسجل نقاط من خلال إطلاق النار عليه من خلال شبكة عالية. الرياضة عبارة عن مزيج من لعبة البولو والرجبي وكرة السلة.
- تم لعب باتو في الأرجنتين لعدة قرون ، لكنه يختلف كثيرًا عن لعبة البولو الحديثة. لا تستخدم المطارق ولا تُلعب على العشب.
- بولو كروس هي لعبة أخرى يتم لعبها على ظهور الخيل ، وهي لعبة تقاطع بين لعبة البولو واللاكروس.
- تشترك لعبة كرة الماء في الاسم مع لعبة البولو ، ولكنها تشبه إلى حد بعيد كرة اليد.

### بولو على وسائل النقل الأخرى
- تم اختراع لعبة البولو الأوتوماتيكية في الولايات المتحدة مع قواعد ومعدات تشبه لعبة البولو ولكنها تستخدم السيارات بدلاً من الخيول.
- لعبة البولو Cycle Polo هي لعبة مماثلة يتم لعبها على الدراجات بدلاً من الخيول.
- تُلعب بولو الفيل في جنوب آسيا.
- تم اختراع Motoball (Motorcycle Polo) في الولايات المتحدة.
- نشأت لعبة Segway Polo في الولايات المتحدة.
- يتم لعب ياك بولو في منغوليا وغرب الصين.
- تُلعب لعبة كانوي بولو حول العالم في قوارب الكاياك ويديرها الاتحاد الدولي للقوارب.
- تُلعب بولو الجمل في منغوليا.

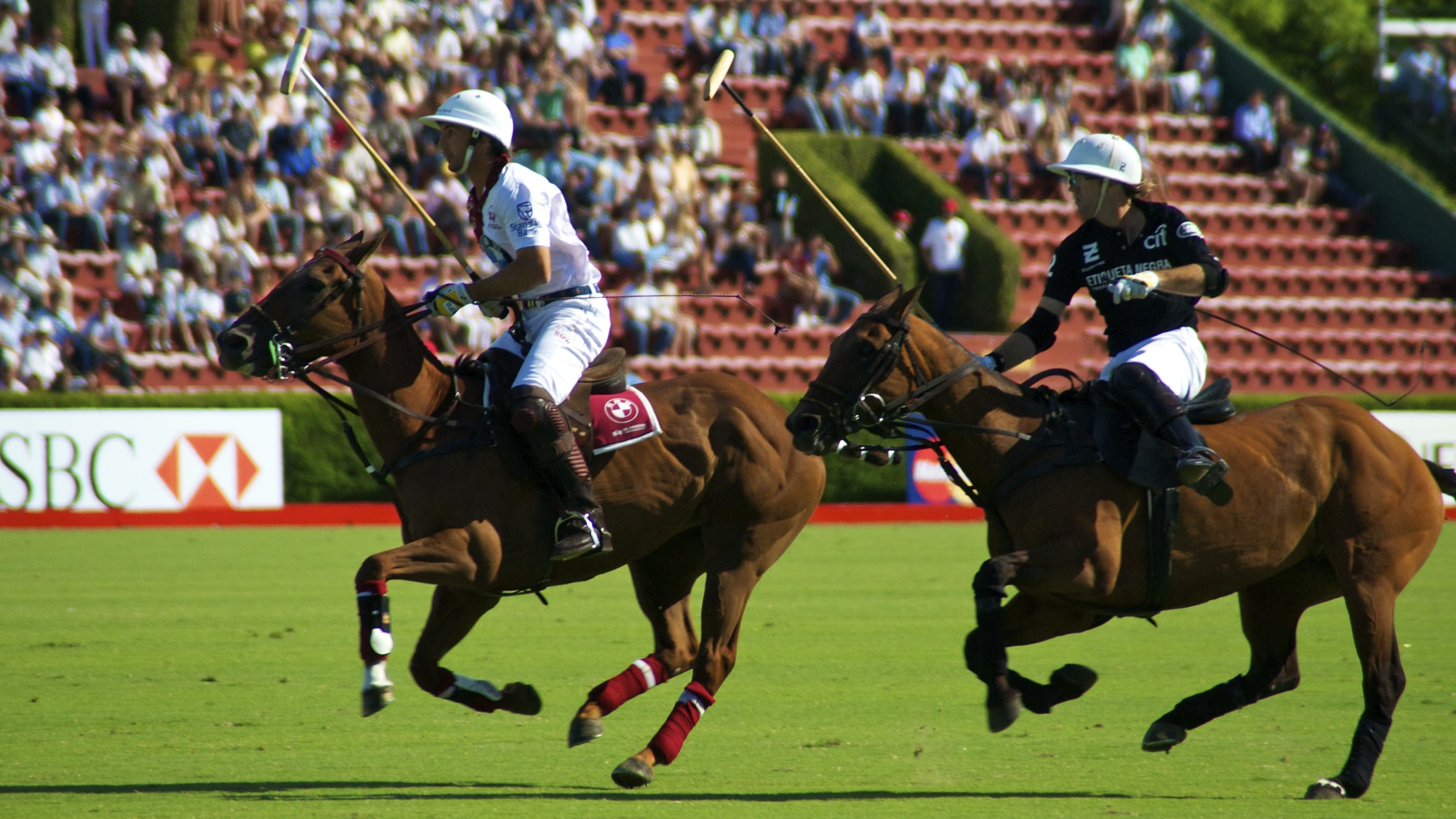
بطولة البولو في الأرجنتين.

يتم تنظيم جميع البطولات ومستويات اللعب واللاعبين داخل وبين أندية البولو ، بما في ذلك العضوية والقواعد والسلامة والملاعب والساحات.
قواعد لعبة البولو مكتوبة من أجل سلامة كل من اللاعبين المهور. يتم مراقبة الألعاب من قبل الحكام. يتم إطلاق صافرة عند حدوث مخالفة ويتم إصدار العقوبات. تعتمد اللعبات الإستراتيجية في لعبة البولو على «خط الكرة»، وهو خط وهمي يمتد عبر الكرة في خط السفر. يتتبع هذا الخط مسار الكرة ويمتد بعد الكرة على طول هذا المسار. يحدد خط الكرة قواعد للاعبين للاقتراب من الكرة بأمان. يتغير «خط الكرة» في كل مرة تغير الكرة اتجاهها. يتمتع اللاعب الذي يضرب الكرة عمومًا بحق الطريق ، ولا يمكن للاعبين الآخرين عبور خط الكرة أمام ذلك اللاعب. عندما يقترب اللاعبون من الكرة ، يركبون على جانبي خط الكرة ويمنحون كل منهم إمكانية الوصول إلى الكرة. يمكن للاعب عبور خط الكرة عندما لا يتسبب ذلك في وضع خطير. ترتبط معظم المخالفات والعقوبات بعبور اللاعبين بشكل غير صحيح لخط الكرة . عندما يكون لدى اللاعب خط الكرة على يمينه ، يكون له حق المرور. «الركوب» هو عندما يقوم لاعب بنقل لاعب آخر بعيدًا عن خط الكرة عن طريق إجراء اتصال كتفًا بكتف مع خيول اللاعبين الآخرين.
اللاعب المدافع لديه مجموعة متنوعة من الفرص لفريقه لكسب الكرة. يمكنه دفع الخصم بعيدًا عن الخط أو سرقة الكرة من الخصم. هناك لعبة دفاعية شائعة أخرى تسمى «التثبيت». أثناء قيام اللاعب بالتأرجح على الكرة ، يمكن لخصمه أن يصد التأرجح باستخدام مطرقة لربط مطرقة اللاعب الذي يتأرجح في الكرة. يمكن للاعب أن يعلق فقط إذا كان في الجانب الذي يتم فيه التأرجح أو خلف الخصم مباشرة. لا يجوز للاعب أن يلمس عمدًا لاعباً آخر أو مسرعه أو حصانه بمطرقته التثبيت غير الآمن هو خطأ سيؤدي إلى احتساب ركلة جزاء. على سبيل المثال ، من الخطأ أن يقوم اللاعب بالوصول إلى فوق صهوة الخصم في محاولة للربط.
اللعب الدفاعي الأساسي الآخر يسمى النتوء أو الركوب. إنه مشابه لفحص الجسم في لعبة الهوكي. في جولة الركوب ، يركب اللاعب مهره جنبًا إلى جنب مع حامل الخصم لإبعاد الخصم بعيدًا عن الكرة أو لإخراجه من اللعب. يجب أن يتم تنفيذه بشكل صحيح بحيث لا يعرض الخيول أو اللاعبين للخطر. يجب أن تكون زاوية التلامس آمنة ولا يمكن أن تخلّ بتوازن الخيول أو تضر الخيول بأي شكل من الأشكال. اللاعبان اللذان يتبعان خط الكرة ويمارسان بعضهما البعض لهما الحق في تجاوز رجل واحد قادم من أي اتجاه.
كما هو الحال في لعبة الهوكي أو كرة السلة، من المحتمل أن تكون الأخطاء عبارة عن لعبات خطرة تنتهك قواعد اللعبة. بالنسبة للمشاهد المبتدئ ، قد يكون من الصعب تمييز الأخطاء. هناك درجات من اللعب الخطير وغير العادل ويتم منح ضربات جزاء بناءً على شدة الخطأ ومكان ارتكاب الخطأ في ملعب البولو. تشير الخطوط البيضاء على ملعب البولو إلى مكان تنفيذ ضربات الجزاء في منتصف الملعب ، ستين وأربعين وثلاثين ياردة.
وتمارس لعبة البولو على خيول تدعى البوني وهي تعتبر الأشهر قي هذه اللعبة، ويتم تغيير البوني بعد كل شوط، ولا يلعب البوني الواحد أكثر من شوطين في المباراة الواحدة، والتي تتألف من خمسة إلى ستة أشواط في اللعبة عالية الأهداف، ومن أربعة في المنافسات الصغيرة.
ويتكون فريق البولو من 4 لاعبين، وتبلغ مساحة ميدان البولو 275×180 مترا، تقسم اللعبة إلى أشواط يستغرق كل شوط سبع دقائق ونصف، وتسجل الأخطاء ويعاقب عليها إذا عبر أحد اللاعبين جانب اللاعب الآخر بصورة خطيرة أو إذا ضربه، ويسمح بإبعاد الخصم عن الكرة أو تثبيت عصاه في مكانها لإعاقته عن ضرب الكرة. ويحكّم اللعبة 4 حكام.
من الأشكال الحديثة الأخرى لعبة بولو الثلج ، والتي يتم لعبها على الثلج المضغوط على أرض مستوية أو بحيرة متجمدة. يختلف شكل كرة الثلج حسب المساحة المتاحة. يتكون كل فريق بشكل عام من ثلاثة لاعبين ويفضل كرة فاتحة اللون.
لا تعد لعبة كرة الثلج نفس رياضة بولو الجليد ، التي كانت شائعة في الولايات المتحدة في أواخر تسعينيات القرن التاسع عشر. كانت الرياضة تشبه هوكي الجليد والباندي ولكنها تلاشت تمامًا لصالح قواعد هوكي الجليد الكندية .
لا يتم لعب البولو حصريًا على ظهور الخيل. يتم لعب أنواع البولو هذه في الغالب للأغراض الترفيهية أو السياحية ؛ وهي تشمل لعبة البولو الزورق، لعبة البولو دورة ، لعبة البولو الجمال، لعبة البولو الفيل، لعبة البولو golfcart ، الدراجة لعبة البولو والبولو الياك . في أوائل القرن العشرين في الولايات المتحدة ، تم استخدام السيارات بدلاً من الخيول في رياضة Auto Polo . يستخدم Hobby Horse Polo خيول هواية بدلاً من المهور. تستخدم أجزاء من قواعد لعبة البولو ولكن لها تخصصاتها الخاصة ، على سبيل المثال «شيري عقابي». بدأ مفهوم Hobby Horse عام 1998 كرياضة ممتعة في جنوب غرب ألمانيا وقاد عام 2002 إلى تأسيس First Kurfürstlich-Kurpfälzisch Polo-Club في مانهايم . في غضون ذلك ، اكتسبت مزيدًا من الاهتمام بالمدن الألمانية الأخرى.